# 瓦赫河 (鄂畢河)

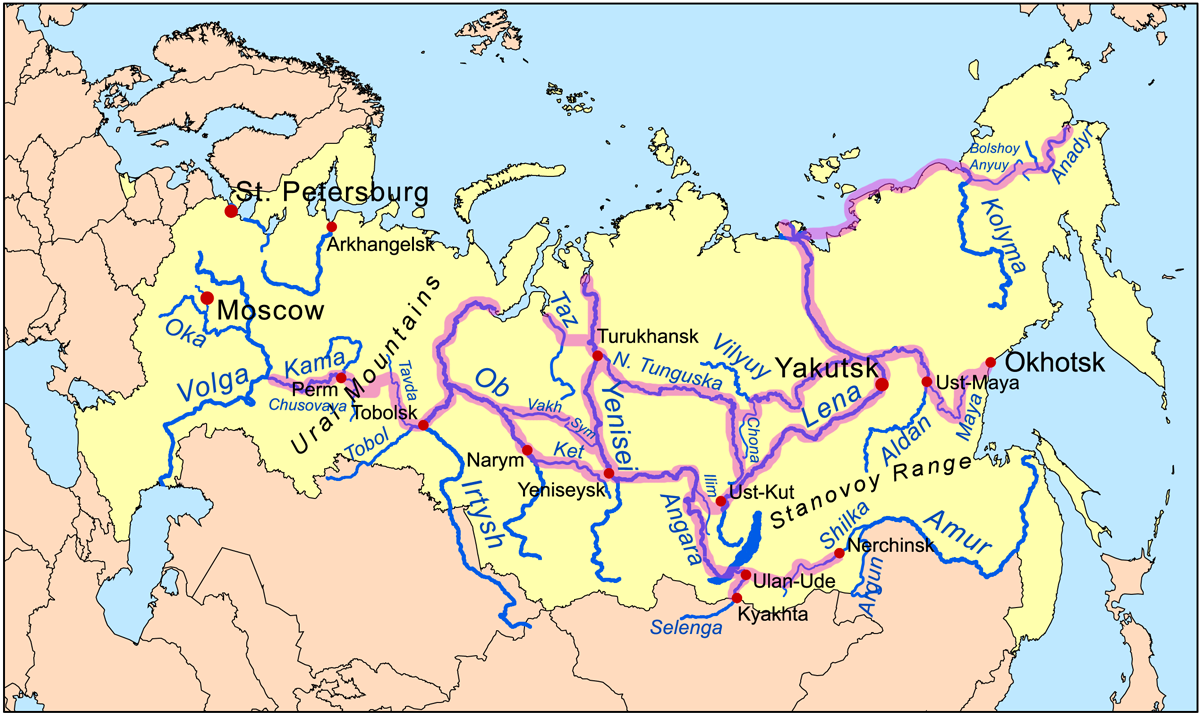
西伯利亞河道

瓦赫河（羅馬化：Vakh）是俄羅斯的河流，位於漢特-曼西自治區的西西伯利亞平原，屬於鄂畢河的右支流，河道全長964公里，流域面域76,700平方公里，在距離下瓦爾托夫斯克10公里的地方注入鄂畢河。